# NGC 3279
NGC 3279 este o galaxie spirală situată în constelația Leul. A fost descoperită în 5 martie 1878 de către . Se află la o distanță de 32,96 de megaparseci de Pământ.